# 深水三章
深水 三章（しんすい さんしょう 、1947年5月5日 - 2017年12月30日）は、日本の俳優。本名:深水 三章（ふかみ みつあき）。
熊本県出身。お茶の水美術学園卒業。ミスタースリムカンパニーを経て、エム・アールに所属していた。
血液型はA型、身長175cm。元妻は萩尾みどり。兄は演出家で俳優の深水龍作。

## 人物・略歴
東京キッドブラザーズに所属後、1975年に退団。
ミスタースリムカンパニーを立ち上げ、全て自分でこなす主演俳優として活動。
1978年には、石井隆の劇画を兄・龍作が脚色した日活ロマンポルノ『女高生 天使のはらわた』で映画デビュー。フィルム・ノワール的な映画やオリジナルビデオに多数出演。
今村昌平監督作品の常連出演者でもあった。
2017年12月30日、東京都杉並区の自宅前で倒れていたところを新聞配達員により発見され病院へ搬送されたが、午前0時頃に虚血性心不全のため死去。70歳没。2018年2月公開の映画『羊の木』が遺作となった。

## 出演

### テレビドラマ

#### NHK
- 土曜ドラマ
  - 阿修羅のごとく（1979年、1980年） - 陣内英光 役
  - 新十津川物語（1991年） - 玉置文一 役
  - ダークスーツ（2014年） - 加賀宗平 役
- 大河ドラマ
  - 峠の群像（1982年） - 小山田庄左衛門 役
  - 独眼竜政宗（1987年） - 木村重成 役
  - 春日局（1989年） - 加藤忠広 役
  - 翔ぶが如く（1990年） -  中山尚之助 役
  - 太平記（1991年） -  服部元成 役
  - 炎立つ（1994年） - 文覚 役
  - 元禄繚乱（1999年） - 土屋政直 役
- 連続テレビ小説
  - 本日も晴天なり（1981年） - ジョー・ハヤカワ 役
  - はね駒（1986年） - 小川六七郎 役
  - おんなは度胸（1992年）
- 金曜時代劇
  - 腕におぼえあり（1992年） - 三枝藤兵衛 役
  - 御宿かわせみ 第一章（2003年） - 辰吉 役
- 十時半睡事件帖（1994年） - 吉田杢兵衛 役
- 欅通りの人びと（1994年） - 村山義治 役
- 玩具の神様（1999年）
- 坂の上の雲（2011年） - 友安旅団長
- BS時代劇 / 伝七捕物帳（2016年） - 花水左衛門 役
- プレミアムドラマ / クロスロード〜声なきに聞き形なきに見よ〜（2017年）

#### 日本テレビ
- 太陽にほえろ!
  - 第395話「爆破魔」（1980年） - 板垣宏
  - 第420話「あなたは早瀬婦警を妻としますか」（1980年） - 宮坂四朗
  - 第454話「スコッチ、市民を撃つ」（1981年） - 広谷昇
  - 第490話「われらがボス」（1982年） - 相馬剛志
  - 第585話「ボギー名推理」（1984年） - 沢木良介
  - 第683話「獲物は狩人を誘う」（1986年） - 木本剛志
- 金曜劇場 / 田中丸家御一同様（1982年） - 杉原正夫
- 銭形平次（1987年）
  - 第5話「江戸っ娘気質」 - 仙三
  - 第36話「夫婦川、なみだ橋」 - 小三郎
- NEWジャングル（1988年） - 滝沢伸一
- 八百八町夢日記 第1シリーズ 第15話「若同心よ胸で泣け」（1990年） - 鳥越の清五郎
- 土曜グランド劇場→土曜ドラマ
  - 検事・若浦葉子 最終話「娘を捨てた21年間…再会がレイプ現場!?」（1991年）
  - 家なき子（1994年） - 刑事
  - 金田一少年の事件簿（1996年） - 蒲生剛三
  - D×D（1997年）
  - ハルモニア この愛の涯て（1998年） - 中沢幸一
  - 蘇える金狼（1999年） - 結城鉄治
  - 左目探偵EYE（2010年） - 平康三
- 彼女の嫌いな彼女（1993年） - 須崎伸介
- 奇跡の人（1998年）
- 隣人は秘かに笑う（1999年）
- 水曜ドラマ
  - サイコドクター（2002年） - 清水元雄
  - 夜逃げ屋本舗（2003年） - 曽我芳郎
  - 雲の階段（2013年） - 相川則夫
- DRAMA COMPLEX / 銭華（2006年） - 山根久雄
- 真実の手記 BC級戦犯 加藤哲太郎「私は貝になりたい」（2007年） - 大門幸助
- 木曜ドラマ
  - 町医者ジャンボ!!（2013年） - 百田泰造
  - ビンタ!〜弁護士事務員ミノワが愛で解決します〜（2014年） - 箕輪大作
- 火曜サスペンス劇場
  - 女検事・霞夕子 第4作「美しき容疑者」（1987年） - 綱島昭
  - 花園の迷宮（1988年） - 安二
  - 再会・殺意の方程式（1988年） - 皆川竜一
  - 弁護士・朝日岳之助
    - 第1作「真実の合奏」（1989年） - 灰野昌郎
    - 第8作「ぼくは殺ってない」（1996年） - 山添倫三郎
    - 第20作「墜ちた向日葵」（2003年） - 柏木総太郎

  - 過去からの殺人者（1989年） - 刑事
  - 最終電車を待つ女（1989年）
  - 六月の花嫁 新婚・団地妻殺人事件（1990年） - 吉野光造
  - 名無しの探偵 第10作「少年」（1994年） - 川辺達夫
  - 新・女検事 霞夕子 第4作「輸血のゆくえ」（1995年） - 吉本警部補
  - 追跡 第2作「家出少女と現金強奪犯の不思議な3日間」（1997年） - 清水良昭
  - 遺留指紋（1998年） - 藤倉仁史
  - 密告電話（1998年）[5]
  - 監察医・室生亜季子 第26作「日焼けした死体」（1999年） - 望月豊
  - 警視庁鑑識班
    - 第10作「毒殺された医師の診察メモに三つの指紋」（2000年） - 遠山伸二
    - 第13作（2002年） - 香坂

  - 孤独な果実（2000年） - 内藤史郎
  - あのひとの髪（2001年）
  - 京都金沢殺人事件シリーズ（2002年） - 比留間刑事
    - 第1作「京都金沢わらべ唄殺人事件」
    - 第2作「京都金沢舌切り雀殺人事件」

  - 取調室 第17作（2002年） - 坂本警部補
  - 弁護士・高林鮎子 第33作「特急うずしお30号の罠」（2004年） - 岡野刑事部長
  - デパ地下の女シリーズ（2004年　- 2005年） - 多田進
  - 北ホテルシリーズ（2004年 - 2005年） - 多田刑事

#### テレビ朝日
- 西部警察 PART-III（1984年）
  - 第56話「帰って来た逃亡者」 - 町田
  - 最終話「大門死す! 男達よ永遠（とわ）に…」 - 北見
- 特捜最前線
  - 第339話「愛を裏切った女!」（1983年）
  - 第419話「女医が挑んだ殺人ミステリー」（1984年） - 伊予田警視
- ベイシティ刑事 第1話「プールサイドの女」（1987年）
- はぐれ刑事純情派
  - 第3シリーズ 第16話「必死の逃亡者・子供を捨てた女」（1990年） - 依田茂夫
  - 第5シリーズ 第25話「仕事中毒症・カラオケボックスに通う女」（1992年） - 佐野高男
  - 第7シリーズ 第3話「お時間ありますか？駅に立つ女」（1994年） - 遠藤幹夫
  - 第17シリーズ 第7話「安浦刑事、真夏の夜の大捜査！5つの事件を結んだ3つの家族の点と線」（2004年） - 中川修一
- はみだし刑事情熱系
  - PART1 最終話「広域殺人! 記憶喪失の女」（1997年） - 横山誠 役
  - PART3（1999年） - 水木吾郎 役
  - PART7 最終話（2003年）
- 月曜ドラマ・イン / 月下の棋士（2000年） - 小池十兵衛（死神十兵衛）
- TRICK（2000年） - 松井一彦
- 八丁堀の七人
  - 第3シリーズ（2002年） - 杉戸監物
  - 第7シリーズ 第1話「八兵衛左遷!鬼与力が北町を分断!?」（2006年） - 般若の義平
- 金曜ナイトドラマ
  - 特命係長 只野仁 1stシーズン（2003年） - 君津部長
  - スカイハイ（2004年）
  - ああ探偵事務所（2004年） - 安藤組長
  - ミステリー民俗学者 八雲樹（2004年） - 前中忠男
  - 名探偵の掟（2009年） - 気のいいおじさん（藤井茉奈の父）
  - 匿名探偵2 第7話（2014年8月22日）- 坪倉
- 木曜ミステリー
  - おみやさん
    - 第3シリーズ（2004年） - 山岡義彦
    - 第9シリーズ（2012年） - 古川順造

  - その男、副署長 season3（2009年） - 成田脩治
  - 科捜研の女（2015年） - 常盤紀文
- 相棒 season3 （2004年） - 古谷彦六
- 警視庁捜査一課9係
  - season1（2006年）
  - season8（2013年） - 岩倉行雄
- 素浪人 月影兵庫（2007年） - 真柴磐根
- 松本清張 点と線（2007年） - 服部刑事
- 木曜ドラマ
  - 松本清張生誕100年スペシャル・夜光の階段（2009年） - バー「深海魚」のマスター
  - 告発〜国選弁護人（2011年） - 中里伸夫
- 刑事一代 平塚八兵衛の昭和事件史（2009年） - 本多勝
- アンタッチャブル〜事件記者・鳴海遼子〜（2009年） - マンションの管理人（遠山一郎）
- 臨場 第一章（2010年） - 岩瀬厚一郎
- 遺留捜査 第2シリーズ（2012年） - 佐川保
- 刑事7人 シーズン1（2015年） - 近藤大輔
- 女たちの特捜最前線（2016年） - 宮坂清吉
- 土曜ワイド劇場
  - タクシードライバーの推理日誌
    - 第5作「行き先のない乗客 "人を殺した"とその女は言った…」（1995年） - 武藤隆
    - 第25作「東京～宮崎日向灘 殺人画の乗客」（2009年） - 野見山達夫

  - 同居人カップルの殺人推理旅行
    - 第3作「会津若松～犬が見た死体! 父親を捜す少女と悲しい秘密」（1995年） - 五十嵐耕三
    - 第6作「ダイエットハーブの罠!!」（1999年） - 田村洋平

  - 検事・朝日奈耀子
    - 第2作（2004年） - 西村卓治
    - 第15作（2014年） - 岩村健一郎

  - お祭り弁護士・澤田吾朗 第4作「長崎ランタンフェスティバル連続殺人」（2004年） - 辰巳晴夫
  - 半落ち（2007年） - 片桐時彦
  - 隠蔽捜査 第2作「～果断～ 奇妙な立てこもり事件 署長の危機!」（2008年） - 関本良治
  - 温泉 (秘) 大作戦 第7作（2009年） - 佐竹啓吾
  - 火災調査官・紅蓮次郎 第11作（2010年） - 祝田秘書
  - 狩矢父娘シリーズ 第13作「京都・嵯峨野トロッコ列車殺人事件」（2011年） - 早田春平
  - 逆転報道の女 第1作（2012年） - 田辺辰夫
  - 事件 第15作（2012年） - 三田村判事
  - 温泉若おかみの殺人推理 第25作「鹿児島指宿～フルムーン旅行連続殺人 茶会の夜に疑惑の客たち」（2013年） - 大重辰夫
  - おとり捜査官・北見志穂 第18作（2014年） - 染谷庄助
  - おみやさん（2016年） - 江藤竜三
- 無用庵隠居修行（2017年） - 最上屋佐平
- 木曜ミステリースペシャル / 人類学者・岬久美子の殺人鑑定 第8作（2019年） - 宮部保昭

#### TBS
- キツイ奴ら（1988年） - 坂口
- アイラブユーからはじめよう（1989年）
- ADブギ（1991年）
- 金曜ドラマ
  - ずっとあなたが好きだった（1992年） - 飯島弁護士
  - ドラゴン桜（2005年）
  - アリスの棘（2014年） - 横山重雄
- 長男の嫁（1994年） - 高瀬支店長
- 天国に一番近い男（2001年） - 藤堂あゆみの父
- こちら本池上署 第1シリーズ（2002年） - 戸沢日出男
- 日曜劇場 / JIN-仁-（2009年） - 三隅俊斉
- 水戸黄門 第42部（2010年） - 鳴海屋仁蔵
  - 第1話「お前は助さん俺は格さん -江戸-」
  - 第5話「暴かれたヒスイの謎 -糸魚川-」
- 月曜ドラマスペシャル→月曜ミステリー劇場→月曜ゴールデン
  - 演歌・唱太郎の人情事件日誌 第3作（1997年）
  - 宗像教授シリーズ 第1作（2000年） - 伊香良造
  - 示談交渉人甚内たま子裏ファイル 第１作 (2001年) - 亀井
  - 第三の時効（2002年 - 2004年） - 古澤忠之
  - 十津川警部シリーズ 第26作「特急おおぞら殺人事件」（2002年） - 三浦警部
  - 流れ星お銀!事件解決いたします 第3作（2003年） - 大町高次
  - 外科医零子 第3作「ハートの時効」（2003年） - 黒田実
  - カードGメン・小早川茜 第5作「黒いデータ」（2003年） - 古谷仁
  - 万引きGメン・二階堂雪 第12作「結婚願望」（2004年） - 井口巌
  - 浅見光彦シリーズ 第26作「津和野殺人事件」（2008年） - 竹内栄一
  - 血痕 警科研・湯川愛子の鑑定ファイル 第3作（2010年） - 山岸捜査一課長
  - おばさん会長・紫の犯罪清掃日記!ゴミは殺しを知っている 第8作（2010年） - 大塚信一
  - 探偵 左文字進 第14作「撮影所誘拐事件」（2010年） - 笹原邦彦
  - 刑事シュート しゅうと&ムコの事件日誌 第3作（2011年） - 仙道春樹
  - 守護神・ボディーガード 進藤輝 - 殿山誠二
    - 第1作（2012年）
    - 第2作（2013年）

#### テレビ東京
- 大江戸捜査網 平成版 第2シリーズ 第16話「母恋道中 危うし八万石!」（1992年） - 秋葉修理
- 付き馬屋おえん事件帳 第3シリーズ（1995年） - 弥平次
- うしろの百太郎（1997 - 1998年） - 後健太郎
- 復讐するは我にあり（2007年） - 迫丸浩一郎
- 主水之助七番勝負〜徳川風雲録外伝〜（2008年） - 樋口利成
- シューシャインボーイ（2010年） - 河村社長
- 松本清張ミステリー時代劇 第7話「逃亡」（2015年） - 宗七
- 女と愛とミステリー→水曜ミステリー9
  - 監察医・篠宮葉月 死体は語る 第1作「謎の転落死した女医の死因を究明せよ」（2001年） - 久保寺純一
  - 警視正・日丸教授の事件ノート よそ者 第1作（2003年） - 栗林厚
  - 坊さん弁護士・郷田夢栄 第2作「被告席に立つ女」（2004年） - 川上警部
  - 北アルプス山岳救助隊・紫門一鬼 第7作「白馬大雪渓・殺意の罠」（2005年） - 村越保（山岳ガイド・小説家）
  - 刑事・鳴沢了シリーズ（2005年） - 刀根高志
  - 警視庁黒豆コンビ（2005年 - 2006年） - 村橋勝
    - 第1作「二度のお別れ～夫の命は一億円」（2005年）
    - 第2作「蒼い霧」（2006年）

  - さすらい署長 風間昭平 第5作「しなの千曲川殺人事件」（2006年） - 山浦健太
  - 密会の宿 第8作「北鎌倉心中 死ねなかった女」（2011年） - 柴田刑事[6]
  - 女三代 如月法律事務所 第1作「完黙する女」（2012年） - 荒川久蔵
  - レアケース 生活保護課の殺人事件簿（2014年） - 福場次郎 役

#### フジテレビ
- 土曜劇場 / 家族サーカス（1979年） - 野田時男
- アリエスの乙女たち（1987年）- 雨宮
- 鬼平犯科帳
  - 第2シリーズ 第4話「托鉢無宿」（1990年） - 菅野伊介
  - 第9シリーズ 第1話「大川の隠居」（2001年） - 薮原の伊助
- 銭形平次 ※北大路欣也版
  - 第1シリーズ 第5話「二匹の牝狐」（1991年） - 茂造
  - 第4シリーズ（1994年）
    - 第4話「喪服の花嫁」 - 弥之助
    - 第12話「幽霊からの手紙」 - 辰三
- 二十歳の約束（1992年） - 蓮見健二
- ピュア（1996年） - 大矢邦夫
- 世にも奇妙な物語 / 「テレパシー・ラブ」（1996年） - 島崎刑事
- 踊る大捜査線 秋の犯罪撲滅スペシャル（1998年） - 部長
- 救命病棟24時 第1シリーズ（1999年） - 二階堂刑事
- 剣客商売 第3シリーズ 第1話「手裏剣お秀」（2001年） - 野口甚太夫
- 人にやさしく（2002年） - 大坪章吾
- いつもふたりで（2003年） - 溝口康夫
- アットホーム・ダッド（2004年・KTV）
- 離婚弁護士 パート1（2004年） - 園田耕一
- 木曜劇場 / Oh,My Dad!!（2013年） - 津久井敬一郎
- 東海テレビ制作昼の帯ドラマ（THK）
  - 紅の紋章（2006年） - 北原征利
  - 安宅家の人々（2008年） - 宇田川英雄
  - 嵐がくれたもの（2009年） - 神埼大吉
  - 花嫁のれん（2010年） - 石倉浩
  - モメる門には福きたる（2013年） - 米田一
- 金曜エンタテイメント→金曜プレステージ
  - 美人三姉妹温泉芸者が行く! 第3作「伊豆稲取なみだの海鳥殺人事件」（1996年） - 金井二郎
  - 浅見光彦シリーズ 第16作「日蓮伝説殺人事件」（2003年） - 井上英治
  - 津軽海峡ミステリー航路 第2作（2003年） - 西崎良二
  - 所轄刑事 第8作「信州・安曇野～白骨温泉 売春組織に迫る復讐の剣」（2013年） - 山内芳之
- 土曜プレミアム / 阪神・淡路大震災から15年 神戸新聞の7日間 〜命と向き合った被災記者たちの闘い〜（2010年） - 石田勝
- 金曜プレステージ・夏樹静子・作家40周年記念「第三の女」（2011年12月2日） - 蛭田刑事

#### WOWOW
- TOYD （2002年3月24日）- 芹沢光也 役
- 誤断（2015年）

#### BSジャパン
- 山本周五郎人情時代劇 第4話「お美津簪」（2015年11月10日） - 茂兵衛 役

### 映画
- 女高生 天使のはらわた（1978年） - 川島哲郎
- 十八歳、海へ（1979年）
- ええじゃないか（1981年） - 伝助
- 唐獅子株式会社（1983年）
- 楢山節考（1983年） - 忠やん
- ザ・オーディション（1984年）- 江崎
- 君は裸足の神を見たか（1986年）- 郷村一生
- 傷だらけの勲章（1986年） - 河原浩
- 不倫（1986年）
- 黒い雨（1989年） - 能島
- 咬みつきたい（1991年）- 深谷
- ジェームス山の李蘭（1992年）
- パラサイト・イヴ（1997年） - 安斉重徳
- 陽炎3（1997年）
- うなぎ（1997年）
- CLOSING TIME（1997年）- 男（シナリオライター）
- カンゾー先生（1998年）
- コキーユ（1999年）- 黒田聡
- 報復 REVENGE（1999年）
- NAGISA （2000年）
- カラフル（2000年） - 進の父
- 殺し KOROSHI（2000年） - 下條郁夫
- 突入せよ! あさま山荘事件（2002年） - 鈴木刑事課長
- 宣戦布告（2002年） - 本間昭彦
- 13階段（2003年） - 三上俊男
- 蟬しぐれ（2005年） - 坂本
- 島だって夢を見る（2008年）ｰ 藤崎贋造[7]
- 桜田門外ノ変 （2010年、東映）
- 武蔵野S町物語（2012年）
- アウトレイジ ビヨンド（2012年） - 刑事
- 二流小説家 シリアリスト（2013年）
- 謝罪の王様（2013年）
- Barrel (2016年)  - 石島康夫
- 羊の木（2018年） - 目黒厚[4] ※遺作

### Vシネマ
- 新 麻雀放浪記 シリーズ - 片眼
- 極道華の乱 姐対姐御（1995年）
- サギ師一平 シリーズ（2000年 - 2001年） - ゲンさん(源次郎)
  - サギ師一平1
  - サギ師一平2
  - サギ師一平3
  - サギ師一平4 おカネ大好き!
  - サギ師一平5 ダマシ大好き!
  - サギ師一平6 リベンジ!
  - サギ師一平7 絵画大好き!
- 浪花の雀刺 勝負（2000年）
- 浪花の雀刺2 陰謀（2001年）
- 真・雀鬼9 頂上決戦!裏プロvs表プロ（2001年） - 上条和幸(新宿のストリートファイター)
- 制覇1,2（2015年） - 三代目難波組新見組組長 新見重雄
- 若頭暗殺（2015年）
- 裏社会の男たち（2015年 - 2016年）全5作 - 警視庁 警部補 佐野
- 極道天下布武（2017年 - 2018年）全5作 - 相模 南条組組長 南条氏康

### アルバム
- ろくでなしのサム